# Claudia Ciesla
Pour les articles homonymes, voir Ciesla.
Claudia Ciesla, née le 12 février 1987 à Wodzisław Śląski en Silésie en Pologne, est un mannequin allemand.

## Biographie
Klaudia Cieśla a grandi dans la petite ville de Buków en Pologne, à 8 kilomètres de la frontière tchèque dans une région appelé Silésie avec une minorité d’Allemands (de  1871 à 1918 et 1939 à 1945, c’était un territoire allemand). Son père est polonais, sa mère est allemande et sa famille a des héritages autrichien, hongrois et tchèque.
Elle a deux sœurs plus âgées.

## Modèle
Elle a commencé à être modèle à l’âge de 15 ans, travaillant pour des shows de modes et de danses. À l’âge de 17 ans, elle a emménagé en Allemagne et est devenue un modèle glamour pour internet[source secondaire souhaitée]. Son nom de scène originale est « CClaudia », mais elle apparait aussi fréquemment sous son vrai nom quelque peu modifié : Claudia Ciesla.
Claudia Cesla est ensuite apparue dans le magazine allemand Matador (une des plus grosses publications pour homme d'Allemagne). Elle a été découverte par l’ancien rédacteur en chef de Playboy Allemagne Stefan Gessulat, et est apparue dans le numéro d’août 2005 sur plus de 10 pages comme « Miss Matador ». Ce fut sa première expérience de photos seins nus. Après cette publication, elle a reçu beaucoup d’autres offres de photographes et de magazines pour d’autres photos seins nus[réf. souhaitée], mais elle a toujours refusé d’être un modèle de nu ou de topless[réf. souhaitée], excepté pour le journal allemand le plus populaire Bild. Elle a également fait beaucoup de photos en bikini et ses photos sont publiées sur de nombreux sites internet[source secondaire souhaitée].
Des discussions ont eu lieu sur internet à propos de sa poitrine[source secondaire souhaitée]. Le journal allemand Bild fut intéressé, et arrangea une rencontre entre Claudia Ciesla et le docteur Bruckner (un des médecins les plus réputés en Allemagne) à sa clinique de chirurgie esthétique de Nuremberg afin que Claudia Ciesla soit examinée. Bild publia les conclusions du médecin certifiant qu’elle n’avait subi aucun implant mammaire.
En mars 2006, Claudia Ciesla a gagné un sondage sur le site Internet d’Auto Bild (le plus grand journal allemand en matière d’automobile) ; Bild (le plus grand quotidien allemand et européen) ; SAT1 et Kabeleins (2 chaînes de télévision importantes en Allemagne). Elle a obtenu le plus de votes avec une très large avance sur les autres concurrentes avec 350 000 votes pour son profil ce qui lui a donné la première place en tant que « Super Girl 2006 » en Allemagne. 
En mai 2006, elle a été sélectionnée par Bild comme « Worldcup Girl 2006 » pour la coupe du monde en Allemagne durant lequel elle a fait la première page de sept numéros de ce journal[source secondaire souhaitée].
Claudia Ciesla a été élue « Miss SnowQueen 2008 » en Autriche[source secondaire souhaitée]. Durant la saison touristique 2007-2008, elle représente la station de ski « snowrichest » dans le Monde et se manifestesur différents événements et promotions, elle pose également pour des photos dans les magazines, de la publicité et les brochures ainsi que pour le magazine « MOTOR-Freizeit & TRENDS » en Autriche.

## Actrice
Claudia Ciesla a fait une apparition récurrente dans le soap allemand Beach Baby Constance  dans le rôle de Daisy Vandenburg.
Elle a eu son premier vrai rôle au cinéma dans un film de Bollywood Karma avec Carlucci Weyant, Alma Saraci et DJ Perry tourné en Inde.
Le réalisateur M.S. Shahjahan a déclaré dans une interview qu'il y aura plus de rôle pour Claudia Ciesla à Bollywood.
En juillet 2008, Claudia Ciesla a joué son propre rôle dans une nouvelle série télé italienne Outsiders in Palermo tournée à Palerme en Italie.
En août 2008, elle a joué le premier rôle féminin dans le film germano-indien Ki Jana Pardes. En août/septembre, elle joue le rôle d'une journaliste allemande dans le film 10:10 tourné à Calcutta avec l'acteur Soumitra Chatterjeeet réalisé par Arin Paul.
Claudia participe actuellement au tournage du nouveau film des productions Kannada (Inde) Private Number du réalisateur Anand Kumar, dans lequel elle a le second rôle féminin.

## Chanteuse
Son second single est I Love Dancing in España, écrit par le compositeur anglais Gordon Lorenz.
Elle interprète la chanson principale du film 10:10.

## Actions caritatives et autres
Claudia Ciesla a visité les studios Marwah à Noida Film City, en Inde, et a reçu une adhésion à vie au club international de film et de télévision de l'Académie Asiatique de Film et de Télévision (International Film and Television Club of Asian Academy Of Film & Television).
Selon le journal indien The Times of India, Claudia Ciesla a décidé de ce convertir à l'hindouisme. Elle a déclaré : « J'ai discuté à propos de la philosophie indienne et de la religion Hindou et de ses Dieux, j'aime l'aspect de tolérance, j'aime la pensée du Karma et de la réincarnation. »
Claudia Ciesla est maintenant l'ambassadrice de marque de la Lovely Professional University. L'université LPU a honoré Claudia Ciesla d'un prix de « nouveau visage étranger prometteur en Inde ». LPU est la plus grande université en Inde avec 600 acres, 24 000 étudiants de 23 états et cinq pays et plus de 150 programmes,. Le président de LPU, Ashok Mittal et le conseil de l'université ont choisi Claudia Ciesla comme la représentante principale de LPU en Europe.
Claudia Ciesla aide et soutient Khushii (Kinship for Humanitarian, Social and Holistic Intervention in India). Khushii est une organisation nationale travaillant pour l'engagement de communautés pauvres et indigentes dans les régions tant rurales qu'urbaines en Inde. L'organisation réalise des interventions dans les domaines de l'éducation, de la santé publique, de la micro-finance et de l’environnement.
Claudia Ciesla a participé à la troisième saison de l'émission de télé réalité Bigg Boss Hindi en Inde. Cette émission est présentée par Amitabh Bachchan. Elle a été éliminée après 10 semaines de présence dans l'émission.
En décembre 2010, Claudia a participé à l'enregistrement de l'émission de télévision Zor Ka Jhatka: Total Wipeout à Buenos Aires (Argentine), produite par Endemol ; il s'agit de la version indienne  de l'émission Total Wipeout. La diffusion de l'émission en Inde a commencé le premier février 2011 sur la chaine NDTV Imagine et s'est terminée le 25 février 2011 avec la victoire de Kushal Punjabi. Claudia est arrivée seconde à 51 secondes de Kushal. L'émission était présentée par Shahrukh Khan